# Franz Glöckner
Franz Glöckner (* 18. August 1822 in Neustadt an der Mettau (?), Böhmen; † 8. März 1899 in Klagenfurt) war ein österreichischer Ingenieur und Bürgermeister von Klagenfurt.

## Biographie
Franz Glöckner studierte Bauwesen und kam in den 1860er Jahren mit seiner Schwester und deren Sohn nach Klagenfurt und wurde an der Landesregierung Oberingenieur und stellvertretender Leiter des k.k. Baudepartements. 1871 wurde er Gemeinderat, 1887 Vizebürgermeister und Baureferent, 1890 wurde er zum Bürgermeister gewählt. 
In seine nur zweijährige Amtszeit fällt der Baubeginn des Staatsgymnasiums und die Gründung des Eislaufvereines „Wörthersee“ und am 1. Juli 1891 die Probefahrt der Pferdebahn vom Stadtzentrum zum See, die, drei Entgleisungen inbegriffen, über zwei Stunden dauerte. Der letzte Nachtwächter Klagenfurts geht im selben Jahr in Pension und die Errichtung des staatlichen Telefonnetzes wurde genehmigt. 1892 wurden weitere Eingemeindungen vorgenommen und am 1. Mai demonstrieren die Arbeiter für die Einführung des Achtstundentages. 
Am 3. Mai 1892 fordert die Klagenfurter Zeitung eine „Verjüngung des Gemeinderates“. Der 70-jährige Franz Glöckner trat noch am selben Tag zurück.
Franz Glöckner war seit 1889 verheiratet, hatte jedoch keine Kinder. Er vermachte sein Haus in der heutigen Mießtaler Straße seinem Neffen Dr. Franz Jantsch, einem angesehenen Archäologen und Hofrat beim Landesgericht.

## Belege
- Eduard Skudnigg: Die freigewählten Bürgermeister von Klagenfurt. In: Gotbert Moro (Hrsg.): Die Landeshauptstadt Klagenfurt. Aus ihrer Vergangenheit und Gegenwart. Band 2. Klagenfurt 1970, S. 309 f.
- Bürgermeister seit 1850 auf der Website der Stadt Klagenfurt

| Vorgänger    | Amt                                    | Nachfolger      |
| ------------ | -------------------------------------- | --------------- |
| Franz Erwein | Bürgermeister von Klagenfurt 1890–1892 | Friedrich Posch |

| Personendaten    | Personendaten                  |
| ---------------- | ------------------------------ |
| NAME             | Glöckner, Franz                |
| KURZBESCHREIBUNG | österreichischer Politiker     |
| GEBURTSDATUM     | 18. August 1822                |
| GEBURTSORT       | Neustadt an der Mettau, Böhmen |
| STERBEDATUM      | 8. März 1899                   |
| STERBEORT        | Klagenfurt am Wörthersee       |